# 新耶路撒冷

新耶路撒冷。New Julfa的Malnazar及Aghap'ir的聖經插畫, 1645

新耶路撒冷是指當耶穌再臨的時候，新天新地的首都所在。不同的基督教宗派對新耶路撒冷的準確定義有不同的解釋：可能在今日的聖殿山、整個耶路撒冷，甚至任何一個完全和今日的耶路撒冷毫無關係的地方；也可能並不是真的指某個城市。

## 新約聖經裡的新耶路撒冷
|                     | 我又看見聖城新耶路撒冷由神那裡從天而降，預備好了，就如新婦妝飾整齊，等候丈夫。 |
| ——啟 21:2（和合本） |                                                                                |

|                     | 我又看見聖城新耶路撒冷由神那裡從天而降，豫備好了，就如新婦妝飾整齊，等候丈夫。 |
| ——啟 21:2（恢復本） |                                                                                |

在新约中，“新耶路撒冷”一词仅出现了两次：分别为启示录第三章第12节与第二十一章第2节。启示录在第二十一章16节描述新耶路撒冷，長寬高相等，地基周長為12,000斯塔德。一斯塔德大约等于185.4米，因此新耶路撒冷地基大小为：
(12,000/4*185.4/1,000)² ≈ 30.9万平方千米。
若為立方體，其容积为：
(12,000/4*185.4/1,000)³ ≈ 1.72亿立方千米。
若為金字塔形，其容积为：
(12,000/4*185.4/1,000)³/3 ≈ 0.57亿立方千米。

## 不同基督宗教的新耶路撒冷
一般基督教派對新耶路撒冷的解釋可謂眾說紛紜。有的認為是指實際地方；有的認為新耶路撒冷是指伊甸樂園；耶證等教派認為是神的樂園，是所有已死的圣徒复活的地方，與阴间的乐园相對。一般基督教宗派對新耶路撒冷的描述與天堂近似。

### 耶和華見證人的新耶路撒冷
耶和华见证人相信「新耶路撒冷」是上帝羔羊的新娘，由天上的耶路撒冷（即十四萬四千的受膏立的基督徒）所組成。新耶路撒冷不是地上的任何地方。（《啟示錄》21:2、9－11；《哥林多後書》1:21；《加拉太書》4:26、31）

### 新耶路撒冷教會
基督教Swedenborg派经常提及他们在解释新耶路撒冷方面的贡献，可见于伊曼紐·斯威登堡（1688年1月29日—1772年3月29日，瑞典科学家与神学家）的书，如《新耶路撒冷及其属天性质》、启示的显明和启示的解释。根据这些书，圣经中描述的新耶路撒冷是神要恢复基督教这个新旨意的记号。并且新耶路撒冷开始建立于1757年。

### 地方召會
按照召會基督徒的觀點，新耶路撒冷並不是一座物質的城或地方，是基督的新婦、是由「得勝」的聖徒團體地組成、是神與人調和且合一的結果。但於新天新地實現時，真正的新耶路撒冷城將按照啟示錄21:10，從天而降在新地上。城中只有一條街道，可能呈現螺旋型，以通往十二座城門。其中生命水的河也可能呈螺旋型流瀉，其中清澈透明無比。。https://www.lsmchinese.org/lifestudy/Reve59.html （页面存档备份，存于）